# Luigi Canepa
Luigi Canepa (Sassari, 15 gennaio 1849 – Sassari, 12 maggio 1914) è stato un compositore e patriota italiano.

## Biografia
Il padre Francesco e la madre Angela Solari, di origini genovesi, si accorsero ben presto del suo talento musicale, indirizzandolo allo studio del flauto a soli otto anni e iscrivendolo a 10 anni al Conservatorio di Milano, dove rimase fino all'autunno 1861. L'anno dopo venne iscritto come alunno a pagamento al Conservatorio di Napoli diretto da Saverio Mercadante dove raggiunse ottimi risultati e, a soli quindici anni, vinse un concorso per un posto nella classe di contrappunto e composizione.
Il 14 ottobre 1867 fuggì dal conservatorio per combattere al fianco dei garibaldini nella campagna per la liberazione di Roma ma venne ferito e fatto prigioniero. Il 5 novembre tornò al conservatorio di Napoli e dopo poco si trasferì a Milano dove proseguì i propri studi musicali.
Nel 1871 compose la sua prima opera, "Davide Rizio", su libretto di Enrico Costa, concittadino e cugino di Canepa. Il dramma lirico in tre atti, ispirato alla vita di Davide Rizzio e Maria Stuarda, venne rappresentato per la prima volta al Teatro Carcano nel novembre dell'anno successivo e poi acquistato dalla casa editrice Lucca, che la portò in scena in molte città italiane e a Barcellona.

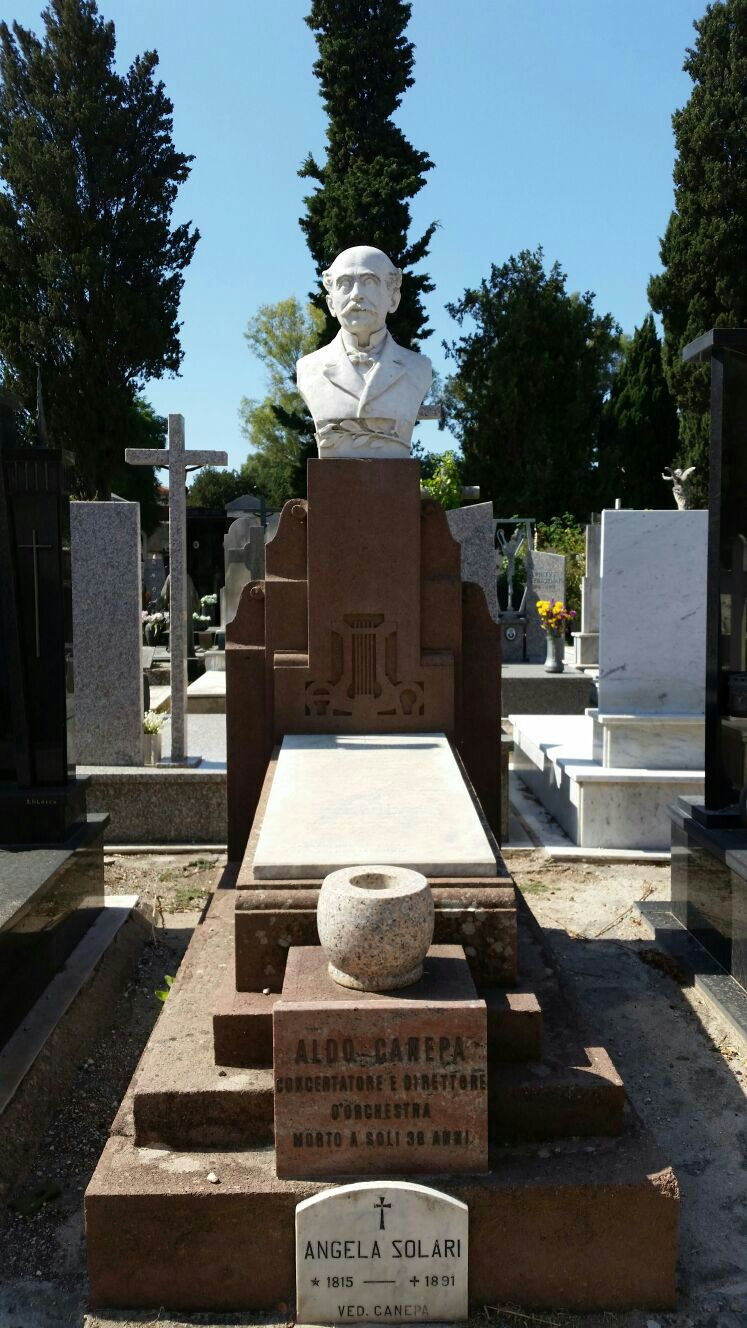
Tomba di Luigi Canepa, Aldo Canepa e Angela Solari al Cimitero comunale di Sassari

Nel 1874 compose "I Pezzenti" su libretto di Fulvio Fulgonio che venne rappresentata alla Scala nel settembre di quell'anno e poi in diversi teatri europei.
Canepa si stava affermando sempre più e la sua terza opera, "Riccardo III", composta su libretto di Fulvio Fulgonio e inscenata per la prima volta nel 1879, ricevette unanime lodi dalla critica e da altri celebri compositori, come Giuseppe Verdi e Amilcare Ponchielli.
Una grave malattia interruppe la sua carriera e lo costrinse a ritirarsi nella città natale, dove si dedicò alla critica musicale e all'insegnamento. Nel 1891 si candidò alle elezioni comunali sostenuto sia dai giovani intellettuali che avevano da poco fondato La Nuova Sardegna sia dalla lista unitaria di repubblicani e moderati e, eletto con ampio suffragio, svolse per anni l'attività di consigliere comunale.
Migliorando le sue condizioni di salute tornò a comporre ma la sua celebrità era ormai svanita. In questo periodo scrisse una messa, una marcia funebre per Giuseppe Garibaldi e un'elegia funebre per Nino Bixio, eseguita a Genova all'arrivo delle sue ceneri.
Concluse la carriera di compositore con l'operetta tragicomica "Amsicora", composta su libretto di Salvatore Scano e rappresentata al Teatro Verdi di Sassari nell'aprile 1903.
A lui sono intitolati il Conservatorio statale di Musica di Sassari, due Bande cittadine, una via della stessa città e la Associazione Corale Luigi Canepa, la più antica istituzione corale della Sardegna fondata da lui stesso.
È sepolto, insieme alla madre e al figlio Aldo Canepa, nel Cimitero Monumentale di Sassari.

## Opere
- Davide Rizio (1872)
- I Pezzenti (1874)
- Riccardo III (1879)

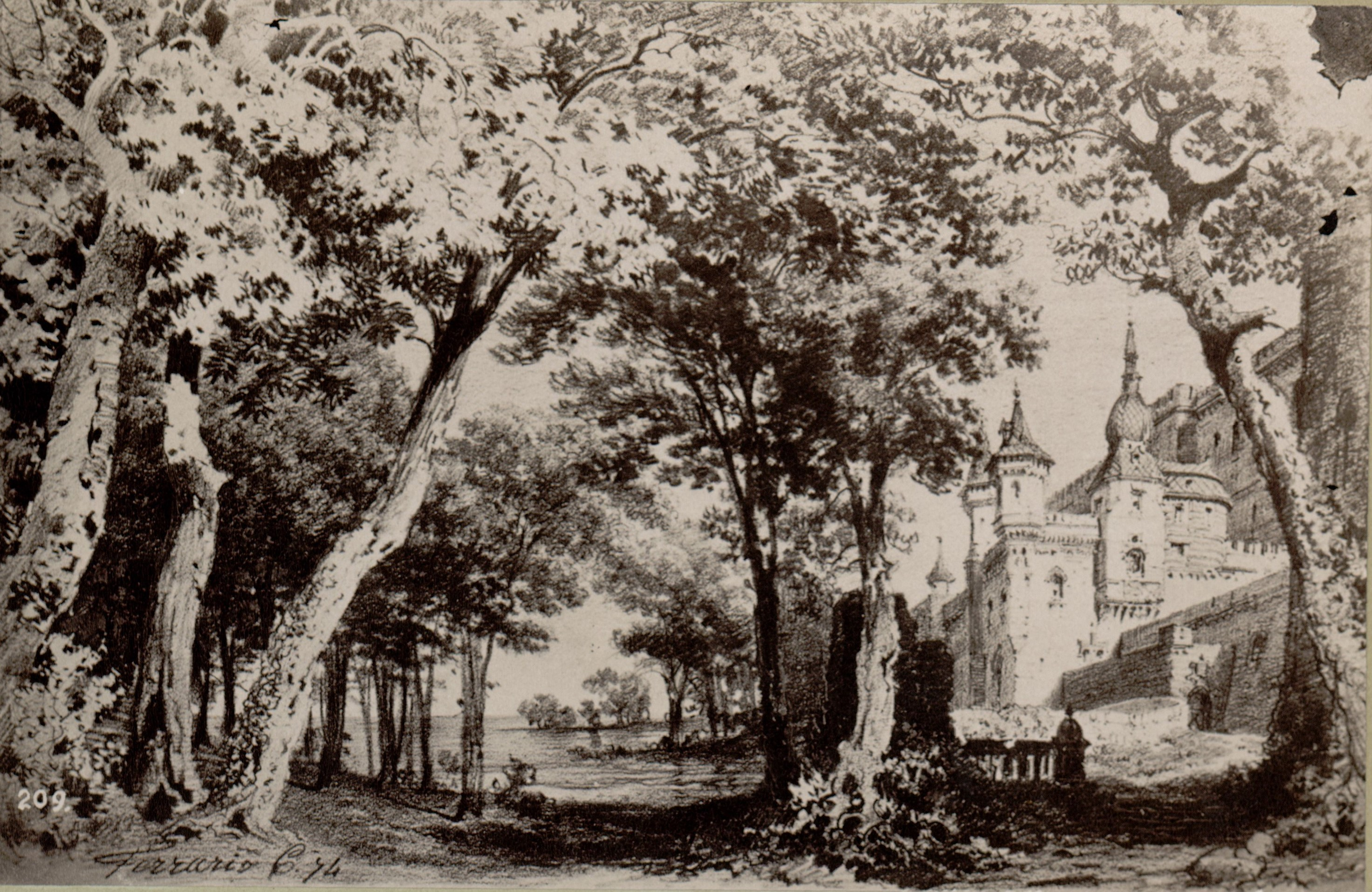
Parco che dà sul mare, nell'antico Castello di Rysdal, bozzetto per I pezzenti (1874).
Archivio Storico Ricordi

- Largo funebre eseguito a Caprera nelle esequie di Garibaldi (1882)
- In onore di Nino Bixio (1898)
- Amsicora (1903)